# Чемпіонат СРСР з хокею із шайбою 1952—1953
7-й чемпіонат СРСР з хокею із шайбою проходив з 30 листопада 1952 по 25 січня 1953. У змаганні брали участь 17 команд, які на попередньому етапі були поділені на три підгрупи. По три найкращі клуби вийшли до фінального етапу. Переможцем третій рік поспіль став московський ВПС. Найкращий снайпер — Віктор Шувалов (44 закинуті шайби).

## Підсумкові таблиці
Скорочення: М = підсумкове місце, І = ігри, Пер = перемоги, Н = нічиї, Пор = поразки, ЗШ = закинуті шайби, ПШ = пропущені шайби, О = набрані очки

### Попередній етап

#### Підгрупа А
Матчі проходили у Свердловську.
| М  | Команда              | І | Пер | Н | Пор | ЗШ | ПШ | О  |
| -- | -------------------- | - | --- | - | --- | -- | -- | -- |
| 1. | ВПС Москва           | 5 | 5   | 0 | 0   | 38 | 2  | 10 |
| 2. | «Хімік» Електросталь | 5 | 4   | 0 | 1   | 16 | 17 | 8  |
| 3. | «Динамо» Свердловськ | 5 | 2   | 1 | 2   | 22 | 18 | 5  |
| 4. | «Даугава» Рига       | 5 | 1   | 1 | 3   | 13 | 16 | 3  |
| 5. | «Торпедо» Горький    | 5 | 1   | 0 | 4   | 12 | 24 | 2  |
| 6. | «Динамо» Таллінн     | 5 | 1   | 0 | 4   | 12 | 37 | 2  |

#### Підгрупа Б
Матчі проходили у Молотові.
| М  | Команда            | І | Пер | Н | Пор | ЗШ | ПШ | О  |
| -- | ------------------ | - | --- | - | --- | -- | -- | -- |
| 1. | «Крила Рад» Москва | 5 | 5   | 0 | 0   | 53 | 9  | 10 |
| 2. | «Динамо» Москва    | 5 | 4   | 0 | 1   | 37 | 10 | 8  |
| 3. | ЛБО Ленінград      | 5 | 3   | 0 | 2   | 25 | 23 | 6  |
| 4. | ОДО Новосибірськ   | 5 | 2   | 0 | 3   | 22 | 33 | 4  |
| 5. | «Спартак» Мінськ   | 5 | 1   | 0 | 4   | 12 | 34 | 2  |
| 6. | «СК ім. Свердлова» | 5 | 0   | 0 | 5   | 13 | 53 | 0  |

#### Підгрупа В
Матчі проходили у Челябінську.
| М  | Команда                 | І | Пер | Н | Пор | ЗШ | ПШ | О |
| -- | ----------------------- | - | --- | - | --- | -- | -- | - |
| 1. | ЦБРА Москва             | 4 | 4   | 0 | 0   | 51 | 8  | 8 |
| 2. | «Динамо» Ленінград      | 4 | 3   | 0 | 1   | 28 | 17 | 6 |
| 3. | «Спартак» Москва        | 4 | 2   | 0 | 2   | 22 | 24 | 4 |
| 4. | «Дзержинець» Челябінськ | 4 | 1   | 0 | 3   | 15 | 13 | 2 |
| 5. | «Жальгіріс» Каунас      | 4 | 0   | 0 | 4   | 3  | 57 | 0 |

### Фінальний етап

#### За 1-9 місця
| М  | Команда              | І  | Пер | Н | Пор | ЗШ  | ПШ  | О  |
| -- | -------------------- | -- | --- | - | --- | --- | --- | -- |
| 1. | ВПС Москва           | 16 | 12  | 3 | 1   | 80  | 20  | 27 |
| 2. | ЦБРА Москва          | 16 | 12  | 2 | 2   | 99  | 32  | 26 |
| 3. | «Динамо» Москва      | 16 | 12  | 1 | 3   | 107 | 47  | 25 |
| 4. | «Крила Рад» Москва   | 16 | 10  | 4 | 2   | 102 | 32  | 24 |
| 5. | ЛБО Ленінград        | 16 | 5   | 4 | 7   | 67  | 82  | 14 |
| 6. | «Спартак» Москва     | 16 | 5   | 0 | 11  | 48  | 103 | 10 |
| 7. | «Динамо» Ленінград   | 16 | 3   | 1 | 12  | 53  | 85  | 7  |
| 8. | «Хімік» Електросталь | 16 | 3   | 0 | 13  | 37  | 127 | 6  |
| 9. | «Динамо» Свердловськ | 16 | 2   | 1 | 13  | 37  | 103 | 5  |

#### За 10-17 місця
Матчі проходили у Горькому.
| М   | Команда                 | І | Пер | Н | Пор | ЗШ | ПШ | О  |
| --- | ----------------------- | - | --- | - | --- | -- | -- | -- |
| 10. | «Даугава» Рига          | 7 | 6   | 0 | 1   | 59 | 18 | 12 |
| 11. | «Дзержинець» Челябінськ | 7 | 6   | 0 | 1   | 47 | 23 | 12 |
| 12. | ОДО Новосибірськ        | 7 | 5   | 1 | 1   | 52 | 16 | 11 |
| 13. | «Торпедо» Горький       | 7 | 3   | 1 | 3   | 27 | 29 | 7  |
| 14. | «Динамо» Таллінн        | 7 | 3   | 0 | 4   | 31 | 30 | 6  |
| 15. | «СК ім. Свердлова»      | 7 | 2   | 0 | 5   | 27 | 28 | 4  |
| 16. | «Спартак» Мінськ        | 7 | 2   | 0 | 5   | 20 | 52 | 4  |
| 17. | «Жальгіріс» Каунас      | 7 | 0   | 0 | 7   | 14 | 81 | 0  |

## Склади команд-призерів
1. ВПС: воротарі — Григорій Мкртичан, Микола Пучков; захисники — Олександр Виноградов, Ігор Горшков, Павло Жибуртович, Револьд Леонов, Михайло Рижов, Віктор Тихонов; нападники — Віталій Артемьєв, Євген Бабич (капітан), Анатолій Вікторов, Петро Котов, Володимир Новожилов, Юрій Пантюхов, Віктор Шувалов. Тренер — Євген Бабич.[1]
2. ЦБРА: воротар — Євген Кліманов; захисники — Генріх Сидоренков, Микола Сологубов (капітан), Іван Трегубов, Дмитро Уколов; нападники — Володимир Брунов, Веніамін Бистров, Анатолій Васильєв, Михайло Гащенков, Володимир Єлизаров, Олександр Комаров, Юрій Копилов, Володимир Меньшиков, Лев Мішін, Анатолій Тарасов, Олександр Черепанов. Тренер — Анатолій Тарасов.[1]
3. «Динамо» М: воротарі — Карл Ліїв, Лев Яшин; захисники — Микола Алексушин, Віталій Костарєв, Анатолій Молотков, Анатолій Наумов, Олег Толмачов (капітан); нападники — Анатолій Єгоров, Володимир Ішин, Віктор Климович, Валентин Кузін, Юрій Крилов, Юрій Лебєдєв, Борис Петелін, Олександр Солдатенков, Василь Трофімов, Олександр Уваров. Тренер — Аркадій Чернишов.[1]

## Найкращі снайпери
- Віктор Шувалов (ВПС) — 44
- Беляй Бекяшев (ОБО Л) — 28
- Олексій Гуришев («Крила Рад») — 26
- Микола Хлистов («Крила Рад») — 22
- Олександр Уваров («Динамо» М) — 19
- Михайло Бичков («Крила Рад»), Сергій Мітін («Крила Рад») — 17
- Валентин Кузін («Динамо» М) — 16
- Юрій Крилов («Динамо» М) — 15